# Joaquín López
Pour les articles homonymes, voir Joaquín López (homonymie), López et Torrella (homonymie).
López  Torrella est un nom espagnol. Le premier nom de famille, en général paternel, est López ; le second, en général maternel, souvent omis, est Torrella.
Joaquín López Torrella, né le 16 mai 1976 à Ayora, est un coureur cycliste espagnol, professionnel entre 2000 et 2004.

## Palmarès
- 1999
  - Classement général de la Volta del Llagostí
  - 6e étape du Tour de Palencia
  - 3e du Tour de Carthagène

## Résultats sur les grands tours

### Tour d'Italie
1 participation
- 2001 : 57e

### Tour d'Espagne
2 participations
- 2003 : 93e
- 2004 : 69e